# Stansfield, West Yorkshire
Stansfield var en civil parish från 1866 till 1897 då den blev en del av Todmorden, i grevskapet West Riding of Yorkshire (nu West Yorkshire), i England. Denna civil parish var belägen 10 km från Halifax och hade 11 266 invånare år 1891. Byn nämndes i Domedagsboken (Domesday Book) år 1086, och kallades då Stanesfelt.